# Ázar
Ázar (perzsa betűkkel آذر, tudományos átiratban âẕar) az 1925-ben bevezetett, Iránban használatos iráni naptár kilencedik hónapja, a harmadik őszi hónap. 30 napos; kezdete többnyire a világszerte használt Gergely-naptár szerinti november 23-ra, utolsó napja pedig december 22-re esik.